# Rosseneu et Lefebvre
Rosseneu et Lefebvre is een Belgisch historisch merk van fietsen, fietsen met hulpmotor en lichte motorfietsen.
Het bedrijf Ets Rosseneu et Lefebvre SPRL in Kortrijk was producent van de fietsmerken La Mouette, Condor, L'Alouette, Jam en Nelson, maar produceerde in de jaren vijftig ook fietsen met hulpmotor en lichte motorfietsen.
Hoewel aannemelijk is dat hiervoor inbouwmotoren van andere merken werden toegepast, is hierover niets bekend.